# El món segons Garp
El món segons Garp (títol original: The World According to Garp) és una pel·lícula estatunidenca dirigida per George Roy Hill, estrenada l'any 1982. Es tracta d'una adaptació pel cinema de la novel·la homònima de John Irving. Ha estat doblada al català.

## Argument
La història conta la vida de TS Garp (Robin Williams), fill il·legítim d'una mare feminista, Jenny Fields (Glenn Close, en el seu primer llarg metratge). Jenny volia un nen però no del marit. Infermera els últims mesos de la Segona Guerra mundial, coneix un metrallador de bombarder com a sergent-tècnic Garp, el cervell del qual ha estat greument deteriorat per una bala en combat. Jenny, observant el seu estat infantil i la seva quasi perpètua excitació sexual, tria utilitzar-lo per satisfer el seu desig d'un fill i fecundar-la. El nom del seu fill T.S ve de "sergent tècnic" ("Technical Sergeant" en V.O.). Jenny educa el jove Garp sola, trobant una feina d'infermera a la Everett Steering Academy.
Garp creix, s'interessa en la lluita i l'escriptura de ficció. El seu talent d'escriptor desperta l'interès de la filla de l'entrenadora de lluita de l'escola, Helen Holm (Mary Beth Hurt), i el conquista. Tanmateix Helen es malfia d'ell perquè Garp viu com ella en el recinte de l'escola. Jenny observa el comportament de Garp i és curiosa intel·lectualment per aquest tema, no experimentant més que un interès purament clínic pel sexe. Un dia, en companyia de Garp, Jenny es creua amb una prostituta i comença amb ella i amb Garp una conversa sobre el tema, decidint d'escriure un llibre sobre les seves observacions de la luxúria i de la sexualitat humana.

## Repartiment
- Robin Williams: Garp
- Mary Beth Hurt: Helen Holm
- Glenn Close: Jenny Fields
- John Lithgow: Roberta Muldoon
- Mark Soper: Michael Milton
- Warren Berlinger: Stew Percy
- Hume Cronyn: Mr. Fields
- Jessica Tandy: Mrs. Fields
- Ron Frasier: Stephen
- James McCall: Jove Garp
- Peter Michael Goetz: John Wolfe
- Jenny Wright: Cushie
- Amanda Plummer: Ellen James

## Nominacions
- 1982 Oscar a la millor actriu secundària (Close)
- Oscar al millor actor secundari (Lithgow)